# Chalencon
Chalencon é uma comuna francesa na região administrativa de Auvérnia-Ródano-Alpes, no departamento de Ardèche. Estende-se por uma área de 9,44 km². Em 2010 a comuna tinha 330 habitantes (densidade: 35 hab./km²).